# Харківська ТЕЦ-3
ТЕЦ-3 (до російсько-української війни — Червонозаводська ТЕЦ) — теплоелектроцентраль  у місті Харкові (Україна).
Побудована в 1934 році. Будівництво станції тривало 1 рік. Станція в 30-ті роки була найпотужнішою з міських електростанцій і постачала теплом, парою та електроенергією прилеглі заводи-гіганти. Під час війни обладнання було частково демонтовано і вивезено в евакуацію, частково знищено. Після звільнення від загарбників станція почала відновлюватися і в серпні 1944 року була запущена 1 турбіна, в 1945 — друга. Потужність станції майже сягнула довоєнних показників.
Протягом 1945—1951 років було змонтовано обладнання, вивезене з репарацій з Німеччини (воно працює досі, відпрацювавши понад 400 000 годин, 85 років).
На початку 60-х була прибудована пікова котельня і ГТА-газотурбінний цех для випробувань нових газових турбін Харківського турбінного заводу. Починаючи з початку 80-х років на станції почався період занепаду, викликаних ставленням держави до «малих» ТЕЦ і прагненням до гігантоманії в енергетиці. Незважаючи на переломні 80-ті, 90-ті і 2000-ні станцію вдалося зберегти в робочому стані (хоча більша частина обладнання відпрацювала не менше 3 повних ресурсів) завдяки трудовому колективу ентузіастів енергетики.
ЗАТ «ТЕЦ-3» перейшла в управління комунального підприємства «Харківські теплові мережі». У вересні 2010 року харківські міські власті досягли домовленості з харківським ВАТ «Турбоатом» про будівництво та встановлення на ТЕЦ-3 нових турбін.
Під час російсько-української війни зазнала обстрілів з боку російських військ. Одна з таких атак сталася 11 квітня 2024 р., коли ракетний обстріл агресора спричинив руйнування ТЕЦ-3.